# Lycaste cruenta
Lycaste cruenta là một loài thực vật có hoa trong họ Lan. Loài này được (Lindl.) Lindl. mô tả khoa học đầu tiên năm 1843.

## Hình ảnh

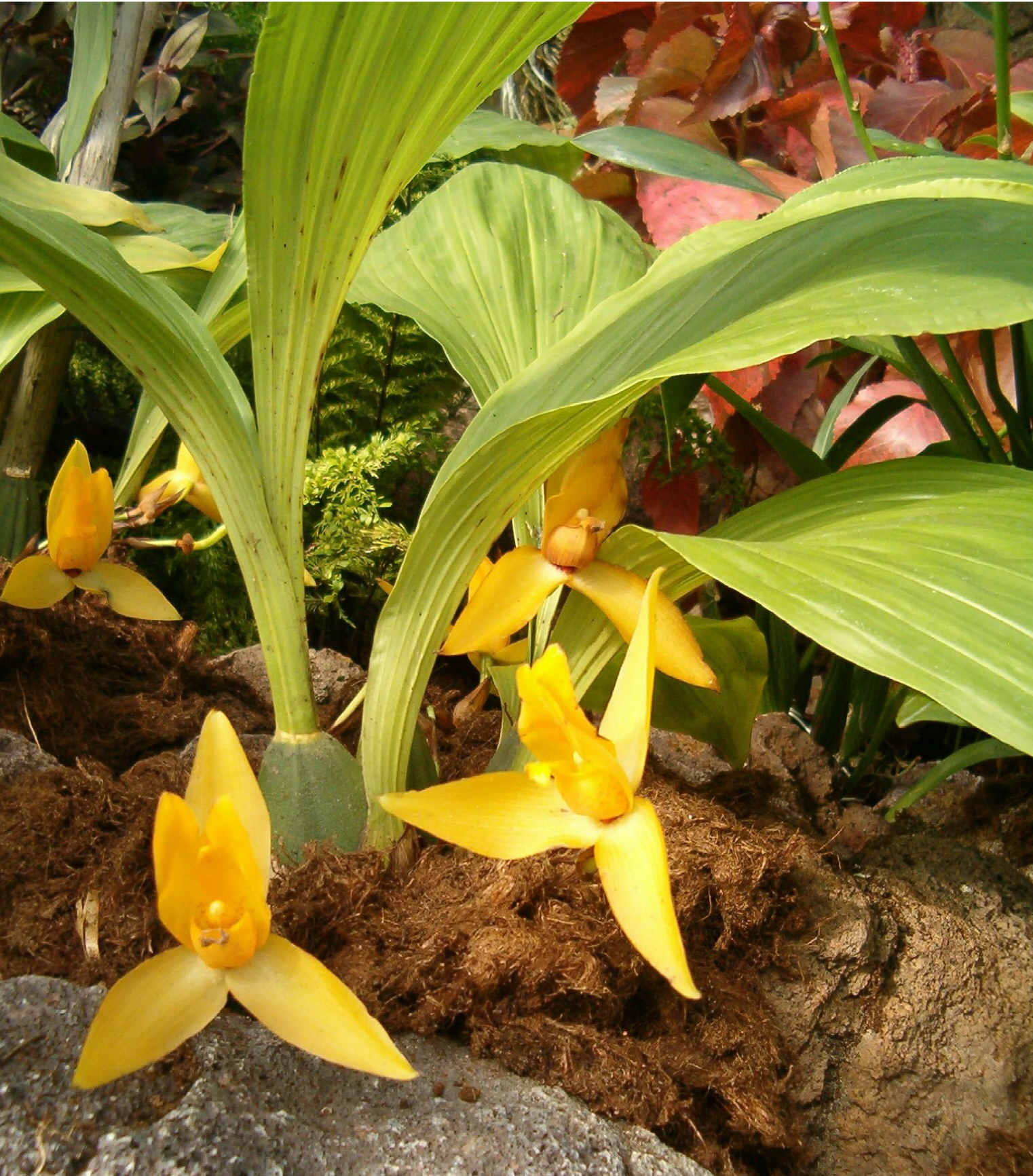
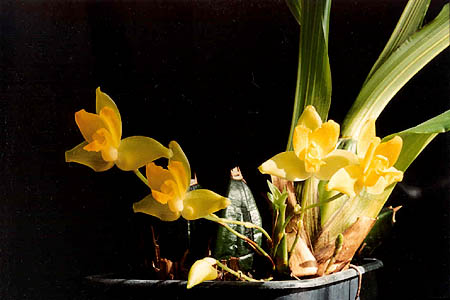
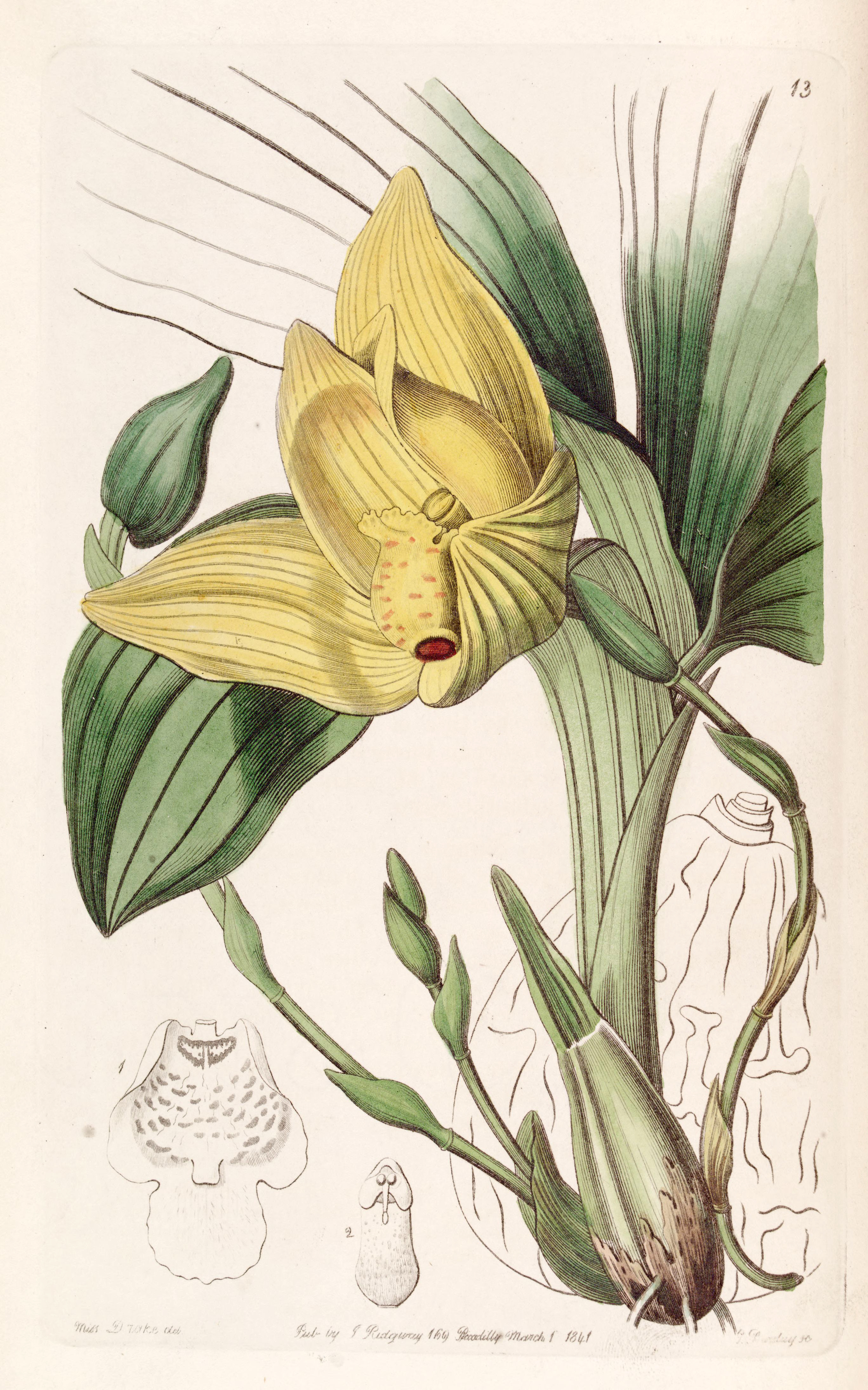